# Йохан Франц Вилхелм фон Залм-Райфершайт-Дик
Йохан Франц Вилхелм фон Залм-Райфершайт-Дик (на немски: Johann Franz Wilhelm Altgraf zu Salm-Reifferscheidt in Dyck; * 28 ноември 1714; † 17 август 1775, дворец Дик при Нойс) е управляващ граф и алтграф на Залм-Райфершайт в замък Дик в Северен Рейн-Вестфалия.

## Биография
Той е третият син на граф и алтграф Франц Ернст фон Залм-Райфершайт (1659 – 1727) и съпругата му принцеса Анна Франциска фон Турн и Таксис (1683 – 1763), дъщеря на 1. княз Евгений Александер фон Турн и Таксис (1652 – 1714) и принцеса Анна Аделхайд фон Фюрстенберг-Хайлигенберг (1659 – 1701). Брат е на Август Евгений Бернхард фон Залм-Райфершайт-Дик (1706 – 1767), граф и алтграф на Залм-Райфершайт-Дик, Фридрих Ернст фон Залм-Райфершайт (1708 – 1775), алтграф на Залм-Райфершайт, каноник в Кьолн и Страсбург, и Анна Мария Луиза Шарлота фон Залм-Райфершайт (1712 – 1760), омъжена на 20 октомври 1735 г. за фрайхер и граф Йозеф Франц фон Валдбург-Волфег (1704 – 1774).
Като трети син Франц трябва да прави духовническа кариера. Така той става първо домхер в Страсбург и Кьолн. Но на 6 август 1767 г. умира най-големият му брат Август Евгений Бернхард без наследници. Вторият му брат Фридрих Ернст се отказва от наследството. Така Франц става управляващ граф на графството.
Йохан Франц Вилхелм умира на 60 години на 17 август 1775 г. в дворец Дик при Нойс. Синовете му стават княз и алтграф през 1816 г.

## Фамилия
Йохан Франц Вилхелм се жени на 27 февруари 1769 г. за графиня Августа Мария Фридерика Йозефа Анна Терезия Регула фон Валдбург-Цайл-Вурцах (* 11 септември 1743; † 6 януари 1776), дъщеря на наследствения трушсес граф Франц Ернст Йозеф Антон фон Валдбург-Цайл-Фридберг (1704 – 1781) и графиня Мария Елеонора фон Кьонигсег-Ротенфелс (1711 – 1766). Августа умира на 32 години. Те имат децата:
- Мария Кресценция (*/† 5 юни 1771)
- Майре Александер Фердинанд (* 30 юли 1772; † 28 май 1773)
- Йозеф Франц Мария Антон Хуберт Игнац (* 4 септември 1773; † 27 март 1861), става княз и алтграф на Залм-Райфершайт-Дик през 1816 г., женен I. 1792 г. (развод 1801) за графиня Мария Терезия фон Хатцфелдт (* 13 април 1776; † 1 май 1838), II. 1803 г. за френската поетеса и писателка Констанца Мария де Тайз (* 7 ноември 1767, Нант; † 13 април 1845, Париж); няма деца
- Валбурга Франциска Мария Терезия (* 13 август 1774; † 20 април 1849), омъжена 1797 г. за фрайхер Максимилиан фон Гумпенберг-Пьотмес (* 3 април 1775; † 5 януари 1813)
- Франц Йозеф Август (* 16 октомври 1775; † 26 декември 1826), княз и алтграф на Залм-Райфершайт-Дик, женен на 26 август 1810 г. за графиня Мария Валбурга Йозефа Терезия Каролина фон Валдбург-Волфег-Валдзее (* 6 декември 1791; † 5 юни 1853); имат двама неженени сина